# Johann Georg Kaiser
Johann Georg Kaiser (* 7. Juni 1801 in Burglengenfeld; † 22. November 1872 in Dachau) war ein deutscher Theologe.

## Leben
Er studierte Theologie in München (1832 Dr. theol. München). 1832 wurde er Gymnasiallehrer in Augsburg. 1833 wurde er außerordentlicher Professor für Moraltheologie an der LMU München. 1836 wurde er ordentlicher Professor für Moraltheologie an der LMU München. Von 1838 bis 1839 war er Dekan der Katholisch-Theologischen Fakultät und 1839–1840 Senator. 1841 wurde er in den zeitlichen Ruhestand versetzt. 1841 wurde er Pfarrer in Oberviechtach. 1844 wurde er Kommorant in Miesbach und Schliersee. 1848 wurde er Kommorant in München, 1868 in Dachau.

## Schriften (Auswahl)
- De Fidei Principio Seu Auctoritate. Augsburg 1832.